# Rhopalomyia spongiosa
Rhopalomyia spongiosa är en tvåvingeart som beskrevs av Fedotova 1995. Rhopalomyia spongiosa ingår i släktet Rhopalomyia och familjen gallmyggor.
Artens utbredningsområde är Kazakstan. Inga underarter finns listade i Catalogue of Life.